# ヴェンシュセルチュー島

ヴェンシュセルチュー島の位置

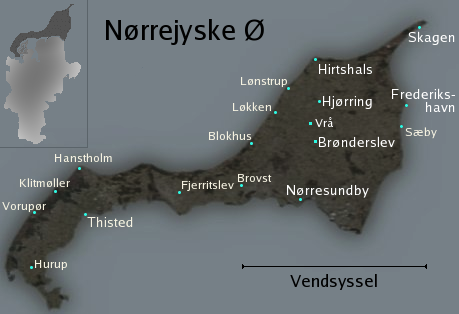
ヴェンシュセルチュー島

ヴェンシュセルチュー島（Vendsyssel-Thy）または北ユトランド島（デンマーク語:Nørrejyske Ø ）は、デンマーク本土の北端に位置する島。ユトランド半島の北方に位置し、リムフィヨルド（Limfjord）で隔てられている。半島とは複数の橋で結ばれており、オールボーでは海底トンネルも設置されている。面積4,685km2で、グリーンランドとその属島を除いたデンマークの島の内、シェラン島に次いで2番目に大きい。人口306,373人（2003年）。
ヴェンシュセルチュー島は、かつては島の西端にある、長さ13km、幅1kmのアガ地峡（現在はアガ半島と呼ばれる）でユトランド半島と繋がっていた。1825年2月3日に起きた嵐で地峡の北端が切断され、北海とリムフィヨルドの間にアガ水道ができた。この水道は1877年までに、砂が堆積して完全に埋まってしまった。1862年に起きた嵐で、アガ水道から10km南の地点も切断され、現在のチュボレン水道になった。
ヴェンシュセルチュー島はひとつの地域としてみなされることが滅多になく、普通は以下の3つの地域に分ける。
- ヴェンシュセル（Vendsyssel）：島の東部で、最も面積が広い地域。北ユラン地域（Region Nordjylland）に属する。主な町はイェアイング、フレズレクスハウン、スカーイェン。
- ハンヘアリーザ（Hanherrederne / Hanherred）：島の中央部。北ユラン地域に属する。主な町はフィエアイトスレウ、ブロウスト。
- チュー（Thy）：島の西部。大半は北ユトランド地方だが、南西端のチュホルム（Thyholm）のみ、中央ユラン地域（Region Midtjylland）に属する。主な町はティステズ、ハンストホルム。